# بل شكستة (جلغة)
بل شکستة (بالفارسية: پل شکسته) هي قرية تقع في إيران في قسم جلغة الريفي. يقدر عدد سكانها بـ 348 نسمة بحسب إحصاء 2016.